# 2005年航空
此條目列出2005年發生有關航空運輸的事件。

## 事件

### 2月
- 2月7日：山西省運城市運城張孝機場啟用。
- 2月17日：愛知縣常滑市中部國際機場啟用。

### 3月
- 3月17日：上海市上海浦東國際機場第二條跑道啟用。
- 3月22日：廣南省三岐市茱萊機場啟用。

### 4月
- 4月27日：空中巴士A380進行首飛。

### 7月
- 7月5日：埃爾比勒省艾比爾艾比爾國際機場啟用。
- 7月22日：西蘇門答臘省米南加保國際機場啟用，原有的塔賓機場隨即關閉改為空軍基地。

### 8月
- 8月27日：吉林省長春市長春龍嘉國際機場啟用，原有的長春大房身機場隨即關閉。

### 10月
- 10月23日：納爾遜·曼德拉國際機場啟用。

### 11月
- 11月6日：貴州省黔東南苗族侗族自治州黎平機場啟用。